# 弗雷德里克·巴特

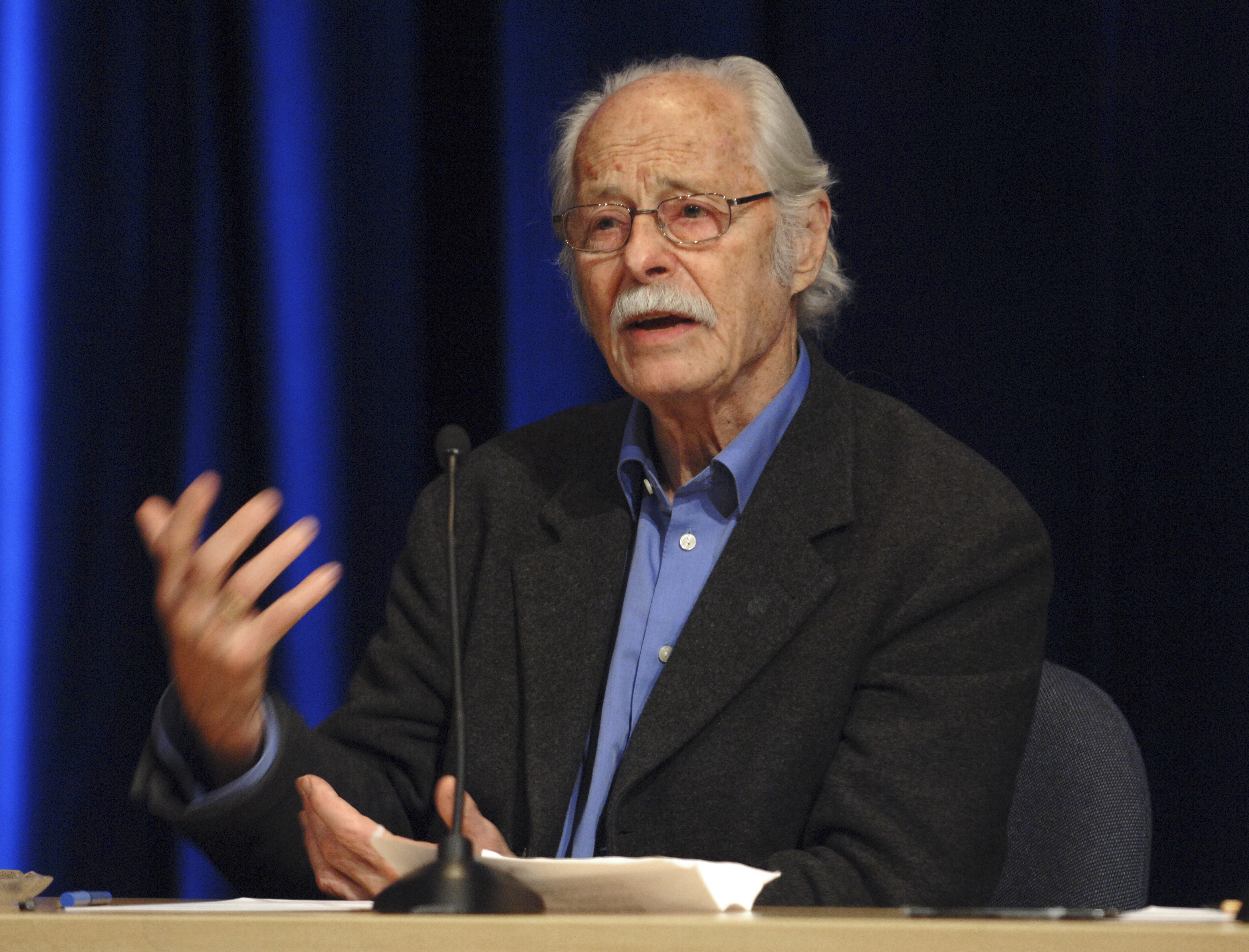

弗雷德里克·巴特（Thomas Fredrik Weybye Barth，1928年11月22日—2016年1月24日）是一位挪威社會人類學家。他出版了數本帶有明確形式論派色彩的民族誌，現任波士頓大學人類學系的教授。他曾於挪威的奧斯陸大學、卑爾根大學（創立該校的社會人類學系）、美國的艾默理大學及哈佛大學擔任教授。巴特於1985年獲頒挪威政府的「政府學者」。

## 生平與主要作品
巴特生於萊比錫，父親湯瑪士·巴特（Thomas Barth）是地質學教授，母親是 Randi Thomassen。巴特與妹妹成長於挪威的一個學術家族。叔叔是動物學教授Edvard Kaurin Barth。 巴特對於演化與人類起源有興趣。當巴特的父親受邀前往芝加哥大學演講時，巴特決定在該校就讀，於1946年入學，他在1949年獲頒古人類學及考古學碩士學位。
巴特取得碩士學位之後回到挪威，繼續保持跟芝加哥學者的聯繫。1951年他加入Robert John Braidwood所率領的考古踏查隊，前往伊拉克。巴特在踏查結束後繼續待在那裡，對庫德人從事民族學研究。他在倫敦政經學院花了一年時間整理這批資料撰寫成書，於1953年出版他的第一本書《南方庫德人社會組織的原則》（Principles of Social Organization in Southern Kurdistan）。:2-3
巴特原本想提交《南方庫德人社會組織的原則》這本書的手稿，做為他的博士論文，但無法如願。他轉往英國劍橋大學從習於艾德蒙·李區，先前他曾與李區在倫敦政經學院共同工作。為了他的博士學位，巴特在巴基斯坦的史瓦特進行田野工作。他完成的博士論文在1959年出版，書名《史瓦特巴坦的政治領導》（Political Leadership among Swat Pathan）。此後不久，他參與聯合國教科文組織的游牧民族研究，焦點放在伊朗的巴瑟麗人。依據這項工作，他在1961年發表了專書《南波斯的遊牧民族》（Nomads of South Persia）。 :3-6
1961年巴特受邀到卑爾根大學創立人類學系並出任系主任。這個重要且有名望的位置使得他有機會將英式風格的社會人類學引進挪威。當時挪威僅有一個人類學系位於奧斯陸大學，年代較為久遠且關連到大學的民族誌博物館（現在的文化史博物館）。它是植基於維多利亞時代的民俗和博物館方法。巴特在卑爾根創立這個人類學系，希望建立一個現代的、世界級的科系，並且採用如同英格蘭和美國類似的研究取向。:7.
巴特從1961年至1972年停留在卑爾根。在這段時間，他以兩種主要方式來發展自己的作品。首先，他發展了在挪威內部的研究項目（並在1963年發表了研究報告，題為“挪威北部的企業家在社會變革的角色”）。其次，他開始撰寫更純粹的理論著作，在人類學圈內鞏固了他的國際聲譽。這些作品包括《社會組織的模型》（Models of Social Organization）（1966），《族裔群體與界線：具有文化差異的社會組織》（Ethnic Groups and Boundaries: The Social Organization of Cultural Difference）（1969）。巴特在《族裔群體與界線》的前言，成了他最知名的論文並且「有許多年高居社會科學引用指標的前一百名」。 :10
1974年，巴特移到奧斯陸大學，在那裡擔任社會人類學教授以及該市文化歷史博物館的館長。在這段期間，人類學發生了變化。馬克思主義和詮釋研究取向越來越居於核心位置，而巴特所提的策略和選擇這些核心議題受到經濟學及相關學科所採用。:9巴特將研究主題轉移到各個族群所發展的意義和儀式，並在巴布亞新幾內亞從事研究，他在那裡針對巴克塔曼人（Baktaman）進行了田野調查。他依據這些研究，出版了幾部作品，包括《新幾內亞巴克塔曼人的儀式與知識》（Ritual and Knowledge among the Baktaman of New Guinea）（1975）。他也持續在中東進行研究，與他的妻子烏尼維坎（Unni Wikan）在阿曼進行田野工作。此後他在1983年出版巨著《蘇哈爾：阿曼一座城鎮的文化和社會》（Sohar: Culture and Society in an Omani Town）。
1985年，巴特獲頒挪威政府的國家獎學金。他離開挪威，先後接受美國的兩個教職，1989年至1996年在艾默理大學，從1997年到2008年在波士頓大學。:7到這個時候，巴特和妻子“覺得我們倆都完成了耗費身體精力的田野調查”，並決定開始在巴厘島進行一項民族學計畫。:14 大概在這段期間，他發展對知識人類學的興趣，他在《巴厘島的世界》（Balinese Worlds）（1993）這本書探索了這項研究興趣。最近，他也進行對不丹的研究。
巴特是挪威科學與文學院院士。 1997年，他獲選為美國人文與科學院的外國榮譽院士。
巴特的妻子烏尼維坎是挪威奧斯陸大學的社會人類學教授。:7

## 選錄書目
- Balinese worlds. Chicago: University of Chicago Press, 1993. ISBN 0-226-03833-5
- Cosmologies in the making : a generative approach to cultural variation in inner New Guinea. Cambridge: Cambridge University Press, 1987. ISBN 0-521-34279-1
- Sohar, culture and society in an Omani town. Baltimore: Johns Hopkins University Press, 1983. ISBN 0-8018-2840-6
- Ritual and knowledge among the Baktaman of New Guinea. Oslo: Universitetsforlaget, 1975. ISBN 0-300-01816-9
- Ethnic groups and boundaries. The social organization of culture difference. Oslo: Universitetsforlaget, 1969. ISBN 978-0-04-572019-4
- Models of social organization. London, Royal Anthropological Institute, 1966.
- Nomads of South-Persia; the Basseri tribe of the Khamseh Confederacy. Oslo: Universitetsforlaget, 1962.
- Political leadership among Swat Pathans. London : The Athlone Press, 1959.

## 引用文獻
1. ↑  . . Kunnskapsforlaget. 2007.[永久]
2. 1 2 3 4 5 6 7  Barth, Fredrik. . Annual Review of Anthropology. 2007, 36: 1–16.
3. ↑  Anderson, Astrid. . Oslo: Universitetsbiblioteket  Oslo. 2012: 7.
4. 1 2  Anderson, Astrid. . Oslo: Universitetsbiblioteket i Oslo. 2012.
5. ↑  . Norwegian Academy of Science and Letters.   [28 October 2009]. （原始内容存档于2011-09-27） （挪威语）.
6. ↑   (PDF). American Academy of Arts and Sciences.   [18 May 2011]. （原始内容存档 (PDF)于2018-09-28）.

## 外部連結
- Los grupos étnicos y sus fronteras. Introducción （西班牙文）
- Los Pathanes: su identidad y conservación （西班牙文）
- Barth, Fredrik (b. 1928) - Entry in the AnthroBase Online Dictionary of Anthropology （页面存档备份，存于）
- video interview of Fredrik Barth from Alan Macfarlane's FILMS OF ANTHROPOLOGICAL AND OTHER "ANCESTORS" （页面存档备份，存于）
- "Overview: Sixty Years in Anthropology" by Fredrik Barth Archive.today的存檔，存档日期2013-01-12
- Bergen Open Research Archive[永久]